# Historia de Rumania

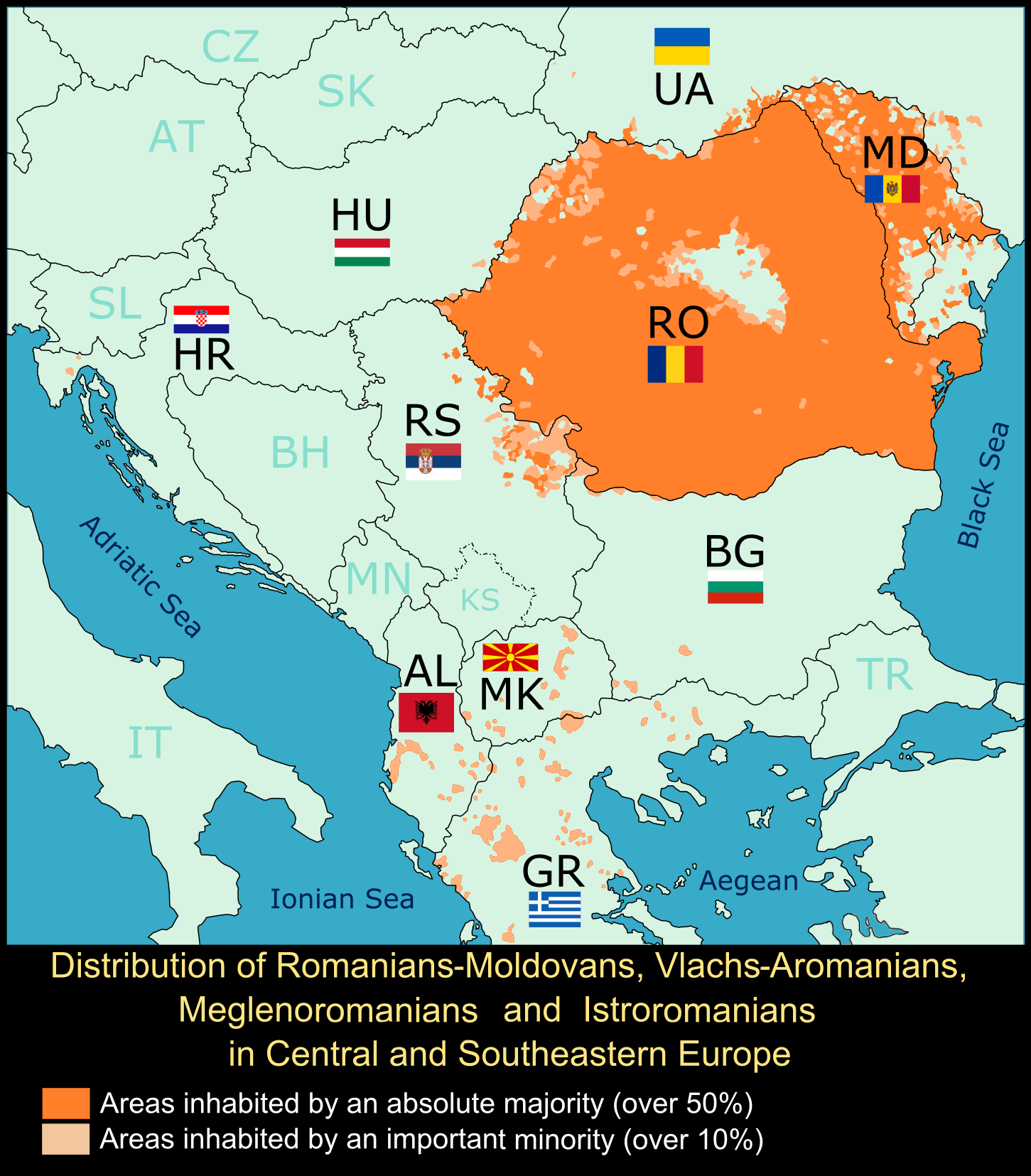
Poblaciones neolatinas rumanas en los Balcanes actuales

La historia de Rumania abarca cinco milenios desde las primeras culturas paleolíticas de la pre-Dacia antigua hasta la actual República de Rumania.

## Prehistoria

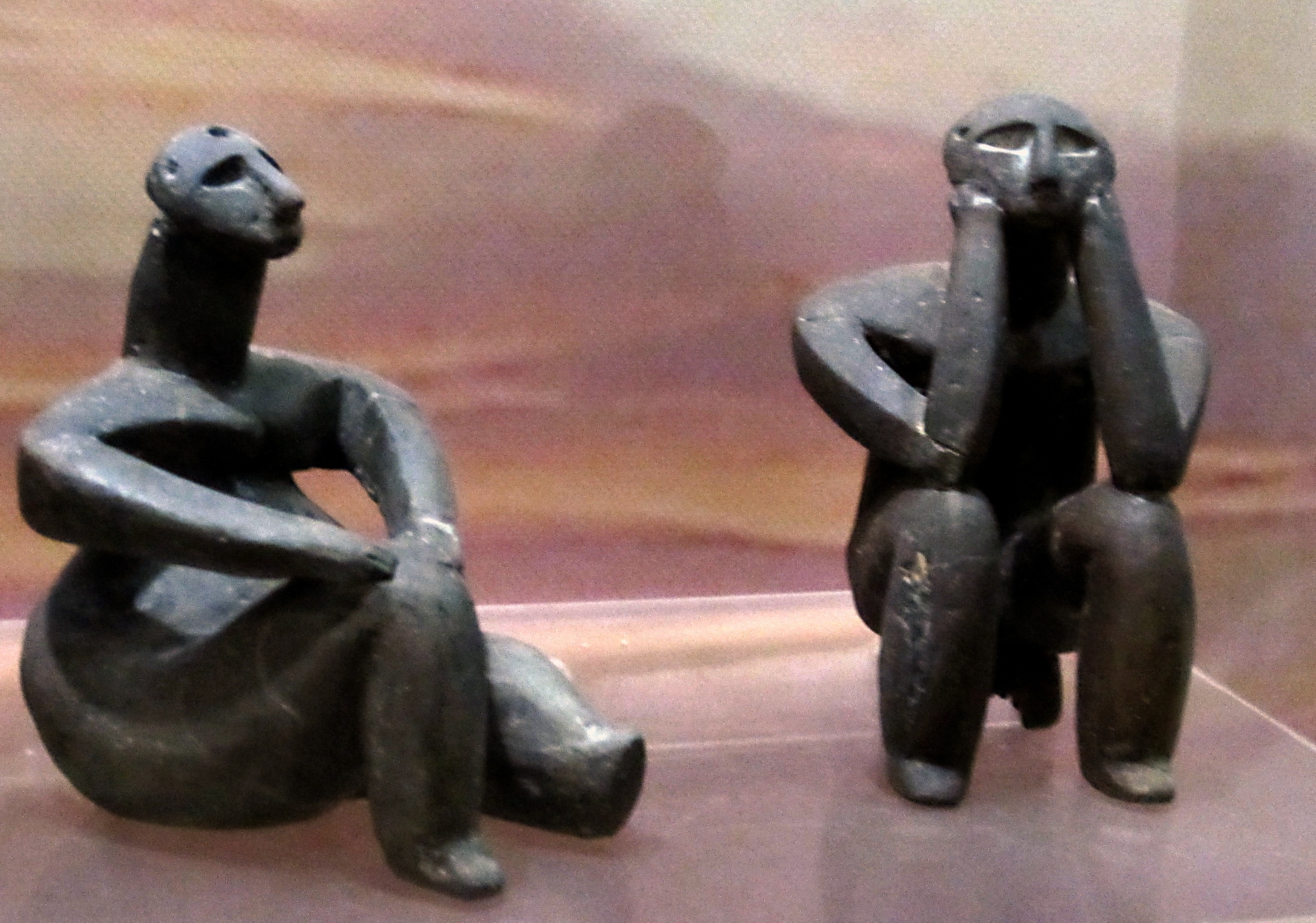
El pensador y La mujer sentada de Hamangia, V milenio a. C.

Los orígenes del poblamiento rumano datan del periodo paleolítico y continuaron lentamente hasta el Neolítico (hasta el III milenio a. C.). Con ello han dejado numerosas realizaciones de la vida cotidiana y artística en diversas culturas como Hamangia, Cucuteni Ariuşd y Boian Gumelniţa. Con la llegada de los pueblos indoeuropeos, estos habitarían la península de los Balcanes y los valles del Danubio dando lo mejor de sus habilidades de civilización durante la Edad de Bronce con los tracios. Las primeras referencias históricas fueron de los geta-dacios, que asimilarían la cultura de otros pueblos como los celtas y griegos.

## Antigüedad

### La colonización griega
La colonización griega se inicia en el siglo VII a. C. en toda la franja costera del mar Negro y del mar de Mármara. 
En menos de 50 años el litoral fue colonizado de un extremo a otro, sobre todo por Mileto (90 colonias).
En el litoral rumano fueron fundadas Calatis y Tomis. En los siglos VI y V a. C. estas ciudades prosperaron importando del Asia Menor, de Corinto y de Atenas objetos suntuarios destinados a la aristocracia del interior e intercambiados por cereales y esclavos. Luego se convirtieron en centros de producción artesanal para el mercado tracio.
Están atestiguadas la inclinación al lujo y la prosperidad de la aristocracia de los getas del bajo Danubio. Prosperidad desconocida por los dacios de Transilvania.
La helenización fue un suceso decisivo en la historia de todas las regiones ribereñas del Ponto Euxino, a las que confirió una fisonomía cultural casi inalterada hasta la antigüedad tardía.
- La primera colonia milesia es también la primera colonia griega de Dobruja, Istros o Istro (Histría o Hístros), nacida a mediados del siglo VII a. C. en la desembocadura del Danubio, en la costa occidental del Ponto Euxino.

- En el siglo VI a. C., los colonos de Heraclea Póntica fundan Calatis, la actual Mangalia.
- A inicios del siglo V a. C., los milesios fundan Tomis, que adquirirá importancia en la época romana.

### DelsigloIVa.C.hasta la época romana
Para el siglo IV a. C., las noticias históricas sobre los antiguos rumanos (getas) son más frecuentes, al verse involucrados en sucesos de gran alcance:
- La política expansionista de Filipo II de Macedonia.
- Las obras de Alejandro Magno, la disolución de su imperio en los distintos reinos helenísticos.
- El fracasado intento de anexión de Valaquia por parte de Lisímaco de Tracia.

De los siglos III y siglo II a. C., las fuentes históricas callan casi totalmente. Pero el historiador latino Pompeyo Trogo, dice que en este período, creció el poder de los dacios por obra del rey Lubostenes. Es una noticia aislada pero coincide con el resultado de las investigaciones.
De finales del siglo II a. C., data la fortaleza de Costeşti, la primera en orden cronológico, de una serie de obras defensivas imponentes, estratégicamente distribuidas a lo largo de la vertiente carpática.
Con la desaparición de los celtas de Transilvania, el centro del poder político de los tracios se desplaza de los Balcanes y el bajo Danubio a la región carpática, donde tiene inicio el proceso de unificación de las tribus dacias, culminada por el rey Berebistas (o Burebista) en la primera mitad del siglo I a. C..

### Época romana

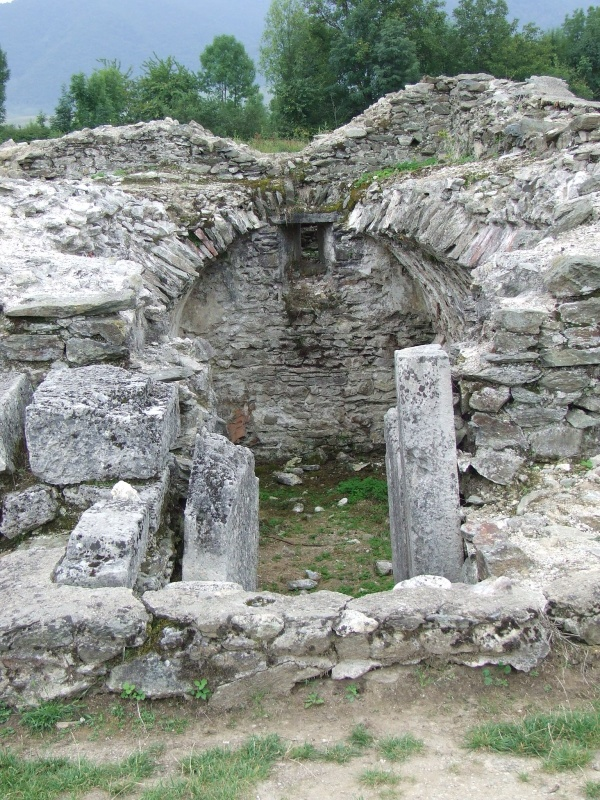
Ruinas de Ulpia Traiana Sarmizegetusa, capital de la Dacia Romana.

Hacia el 70 a. C., Rumania fue poblada por los dacios, que eran diversas tribus procedentes de Tracia y residían a la orilla izquierda del río Danubio. El primer rey fue Berebistas, quién gobernó hasta el año 44 a. C.. pero posteriormente su reino se desintegró. Al iniciarse el siglo II y después de intermitentes guerras con el Imperio romano, el rey Decébalo fue finalmente vencido por las tropas imperiales del emperador Trajano en 106, hecho histórico que fue registrado en la columna de este último en Roma.
Con la dominación imperial, Rumania tuvo las bases de su cultura y lengua latinas, lo que distingue este país de sus vecinos que en su mayoría son de ascendencia eslava (a excepción de los húngaros que son fino-ugrios). Para el 275, las tribus godas invadieron el territorio y causaron la retirada administrativa de los romanos.

## La Edad Media

### Alta Edad Media
La Alta Edad Media en Rumanía comienza con la retirada de las tropas romanas y administración de la provincia de Dacia en los años 270. Durante los siguientes mil años, llegaron a la zona numerosos pueblos, la mayoría de los cuales sólo llegaron a dominar dos o tres de las casi diez regiones históricas que ahora forman Rumanía. A pesar de las frecuentes guerras, la población romanizada conservó la lengua e identidad latina. Durante este periodo, la sociedad y la cultura experimentaron cambios fundamentales. La vida urbana desapareció en Dacia con la retirada romana, y en Escitia Menor —la otra provincia romana en el territorio de la actual Rumanía— cuatrocientos años más tarde. La cerámica de calidad fabricada en tornos desapareció y la cerámica hecha a mano dominó la producción a partir de mediados del siglo V. Los ritos funerarios pasaron de cremación a inhumación y viceversa hasta que la inhumación se convirtió en el rito dominante hacia finales del siglo X.
Los ostrogodos, de origen germánico y los gépidos, que vivían en comunidades sedentarias, fueron los primeros visitantes. Los godos dominaron Moldavia y Valaquia desde los años 290, y partes de Transilvania desde la década de 330. Su poder colapsó tras los ataques de los hunos en 376. El pueblo huno controlaba Europa Oriental y Central alrededor 400, pero su imperio se desintegró en 454. Después las regiones al oeste de los Cárpatos —Banato, Crișana y Transilvania— y Oltenia fueron dominadas por los gépidos. Al cabo de un siglo, las tierras al este de las montañas se convirtieron en importantes centros para los antes y los esclavenos. La existencia de hidrónimos y topónimos de origen eslavo también prueban la presencia de protoeslavos al oeste de los Cárpatos.
Otra tribu nómada, los ávaros sometió a los gépidos en 568 y se hizo con el control de la llanura panónica hacia el año 800. Los protobúlgaros establecieron su primer imperio hacia los años 670, incluyendo Dobruja y otros territorios a lo largo del bajo Danubio. Bulgaria adoptó oficialmente la variante ortodoxa Oriental del cristianismo en 864. El enfrentamiento entre el Imperio Búlgaro y la tribu nómada de los magiares expulsó a estos de las estepas pónticas e iniciaron la conquista de la cuenca de los Cárpatos alrededor de 895. Su invasión dio lugar a la primera aparición en la Gesta Hungarorum, a un estado gobernado por un duque rumano llamado Gelou. La misma fuente también hace mención de la presencia de sículos en Crişana alrededor de 895. La primera referencia contemporánea a los rumanos —que solían ser mencionados como valacos— en las regiones que ahora forman Rumanía aparecieron en los siglos XII y XIII. La mención de valacos que habitaban al sur del Bajo Danubio abunda en esas fechas.

### Plena Edad Media
La Plena Edad Media en Rumania comenzó con la retirada de los mongoles, la última de las poblaciones migratorias en invadir el territorio de la Rumania moderna, después de su ataque de 1241-1242. Y la época medieval terminó con el reinado de Miguel el Valiente (r. 1593-1601), quien logró, durante un corto tiempo en 1600, gobernar los tres principados de Valaquia, Moldavia y Transilvania, cuyos territorios se unirían unos tres siglos más tarde para forma Rumania.
Durante la mayor parte de ese período, el Banato, Crişana, Maramureş y Transilvania, ahora regiones de Rumania al oeste de los Cárpatos, formaron parte del Reino de Hungría. Se dividieron en varios tipos de unidades administrativas, como «condados» y «sedes». Los cabezas de los condados de Transilvania o "condes" estaban subordinados a un funcionario real especial llamado voivoda, pero la provincia rara vez se trataba como una sola unidad, ya que los asientos de sículos y sajones se administraban por separado. En el reino, los campesinos rumanos, al ser ortodoxos, estaban exentos del diezmo (tithe), un impuesto eclesiástico que pagaban todos los plebeyos católicos. Sin embargo, los nobles rumanos perdieron lentamente la capacidad de participar en la vida política, ya que los monarcas del siglo XIV siguieron una política ferviente a favor de los católicos. Su situación empeoró aún más después de 1437, cuando se formó la llamada «Unión de las Tres Naciones», una alianza de los nobles húngaros, los sículos y los sajones, para aplastar el levantamiento campesino de Bobâlna.
Valaquia, el primer estado medieval independiente entre los Cárpatos y el bajo Danubio se creó cuando Basarab I de Valaquia (ca. 1310-1352) puso fin a la soberanía del rey de Hungría con su victoria en la batalla de Posada en 1330. La independencia de Moldavia, al este de los Cárpatos, la logró Bogdan I (r. 1359-1365), un noble de Maramureş, quien encabezó una revuelta contra el exgobernante que fue designado por el monarca húngaro. La independencia de los dos principados, sin embargo, rara vez fue segura, y el vasallaje a varios estados se convirtió en un aspecto importante de su diplomacia. Aunque Valaquia rindió homenaje al Imperio otomano desde 1417 y a Moldavia desde 1456, sus dos monarcas medievales, Mircea el Viejo de Valaquia (r. 1386-1418) y Esteban el Grande de Moldavia (r. 1457-1504) llevaron a cabo exitosas operaciones militares contra los turcos otomanos. El comercio de los dos principados con otras partes de Europa comenzó a disminuir después de las últimas décadas del siglo XV. Antes de esto, la venta de pieles, cereales, miel y cera al Sacro Imperio Romano Germánico, Venecia y Polonia, y la importación de seda, armas y otros productos manufacturados de esas áreas se había generalizado, pero a finales del siglo XVI el Imperio otomano se convirtió en el principal mercado de productos rumanos.

## Rumania en la temprana Edad Moderna
Rumanía en la Edad Moderna se refiere al período histórico que va desde la conquista ante el Imperio otomano del territorio ahora incluido en la Rumanía actual, entre 1529 y 1530, hasta las fases que precedieron al despertar nacional, en la primera mitad del siglo XIX. Rumanía experimentó una fase convulsa entre 1500 y 1530, con frecuentes cambios en el poder y una disminución del comercio desde el principado de Moldavia y Valaquia con otros destinos europeos ya después de las últimas décadas del siglo XV. Antes, la venta de pieles, cereales, miel y cera al Sacro Imperio Romano Germánico, la República de Venecia y el Reino de Polonia, así como la importación de seda, armas y otros artefactos, eran una fuente de ingresos innegable, pero al final del siglo XVI, el Imperio otomano reemplazó a todos los demás socios comerciales. 
En 1541, toda la península balcánica y el norte de Hungría se convirtieron en provincias otomanas. Moldavia, Valaquia y Transilvania quedaron bajo la soberanía otomana, pero siguieron siendo totalmente autónomas y, hasta el siglo XVIII, tuvieron cierta independencia externa.[cita requerida]
Isabela Jagellón, reina viuda y regente en nombre del niño de apenas un año, Juan II, el rey electo de Hungría no Habsburgo, que nunca gobernó, trasladó su corte real a Alba Iulia en Transilvania: Juan se convirtió en el primer gobernante (r. 1541-1571) del Reino de Hungría del Este, antecedente del futuro Principado de Transilvania. El país experimentó, aunque siendo un estado vasallo del Imperio otomano, una fase de autonomía de gran alcance. Como vasallo, pagaba un tributo anual a la Sublime Puerta y le brindaba apoyo militar; a cambio, los otomanos prometieron su protección ante amenazas externas. Fue el primero de los príncipes nativos que gobernaron Transilvania desde 1540 hasta 1690. Las poderosas familias gobernantes de Transilvania —en su mayoría húngaras, irónicamente fortalecidas por la desintegración del reino de Hungría—, solían elegir al príncipe que tenía que ser confirmado por la Sublime Puerta; sin embargo, en algunos casos, los otomanos nombraron al príncipe de antemano. La Asamblea de Estados de Transilvania se convirtió en Parlamento y la nobleza renovó la Unión de Tres Naciones, que aún excluía a los rumanos del poder político. Los príncipes tomaron medidas para separar a los rumanos de Transilvania de los de Valaquia y Moldavia, y prohibieron a los sacerdotes ortodoxos entrar en Transilvania desde Valaquia. Por el acuerdo de Espira de 1570, que confirmaba la paz de Adrianópolis (1568), Juan renunciaba a su pretensiones a la corona húngara y el reino húngaro se dividía definitivamente en tres partes: el emperador Maximiliano II de Habsburgo reconocía formalmente la parte oriental como Principado de Transilvania independiente . 
Después del colapso de Hungría, la Reforma protestante se había extendido rápidamente a Transilvania y la región se convirtió en uno de los baluartes protestantes de Europa. Los alemanes de Transilvania adoptaron el luteranismo y muchos húngaros se convirtieron al calvinismo. Sin embargo, los protestantes que hicieron imprimir y distribuir los catecismos en rumano apenas lograron sacar a los rumanos de la ortodoxia. El edicto de Turda de 1568 de Juan II fue el primer decreto de libertad religiosa en la historia europea moderna. En 1571, el parlamento de Transilvania aprobó una ley que otorgaba libertad de creencias e igualdad de derechos a las cuatro religiones, católica, luterana, calvinista y unitaria. La ley fue una de las primeras de su tipo en Europa, pero la igualdad religiosa que proclamaba quedaba limitada ya que aunque los rumanos ortodoxos, por ejemplo, eran libres de practicar su religión, no gozaban de igualdad política.
También aumentó la presión del Imperio otomano sobre Valaquia y Moldavia después de la conquista de Buda. En los 170 años que siguieron, los dos principados rumanos gradualmente fueron sometidos a una dependencia cada vez mayor de la Sublime Puerta, incluso si su estatus seguía siendo el de estados vasallos: Valaquia y Moldavia aseguraron una amplia independencia interna para sí mismos y hasta en el siglo XVIII incluso cierto margen de maniobra en la política exterior. Los otomanos elegían a los príncipes de Valaquia y Moldavia entre los hijos de nobles rehenes o refugiados. Pocos príncipes murieron por causas naturales, pero vivieron con gran lujo durante sus reinados. Como en el caso de Transilvania, los dos principados se comprometieron a brindar apoyo militar al Imperio otomano y, a cambio, recibieron la promesa de los otomanos de estar protegidos de las amenazas externas.
La última resistencia seria de Valaquia vino del príncipe de Valaquia Miguel el Valiente (Mihai Viteazul) (r. 1593-1601). Después de ser entronizado, su ejército tomó varias fortalezas otomanas. Al final, el objetivo de Miguel era la independencia total. Con este propósito, en 1598 juró lealtad por primera vez al emperador germánico Rodolfo II. Un año después, Miguel tomó Transilvania y su victoria incitó a los campesinos de Transilvania a la rebelión. Miguel, sin embargo, estaba más interesado en hacerse querer por la nobleza de Transilvania y menos en apoyar a los siervos rebeldes. Reprimió el levantamiento, pero a pesar de las promesas del príncipe, los nobles desconfiaron de él. En 1600, Miguel finalmente conquistó Moldavia y, por primera vez, gobernó en una unión personal. a todos los rumanos en Valaquia, Moldavia y Transilvania, aunque solo durante cuatro meses. El éxito de Miguel sorprendió a Rodolfo. El emperador incitó a la nobleza de Transilvania a rebelarse contra el príncipe y, al mismo tiempo, Polonia invadió Moldavia. Miguel consolidó sus fuerzas en Valaquia, se disculpó con Rodolfo y acordó una campaña con el general de Rodolfo, Giorgio Basta, con la que Transilvania iba a ser recuperada de los rebeldes nobles húngaros. Después de su victoria, Basta hizo matar a Miguel por presunta traición. La figura de Miguel el Valiente se acrecentó llegando a ser legendaria, y más importante que en su vida, y su breve unificación asumió un papel importante para las generaciones posteriores que planificaron la unificación de las tierras que ahora componen la nación dacia, a pesar de que Dobruja y Banato, totalmente sometidas a Estambul, y que solo se conseguirá tres siglos después para constituir Rumanía. 
En Transilvania, el ejército de Basta persiguió a los protestantes y expropió ilegalmente sus propiedades hasta que Esteban Bocskai (r. 1605-1606), un antiguo partidario de los Habsburgo, convocó a un ejército que expulsó a las tropas imperiales del país. En 1606, Bocskai firmó tratados de paz con los Habsburgo y los otomanos, lo que aseguró su posición como príncipe de Transilvania y garantizó la libertad religiosa y extendió la autonomía de Transilvania.
Después de la muerte de Bocskai y del reinado del tiránico Gabriel Báthory (r. 1607-1613), la Sublime Puerta obligó a Transilvania a aceptar a Gabriel Bethlen (r. 1613-1629) como príncipe. Transilvania experimentó una edad de oro bajo el gobierno absolutista, e ilustrado, de Bethlen, que fomentó la agricultura, el comercio y la industria, abrió nuevas minas, envió estudiantes a universidades protestantes en el extranjero y prohibió a los terratenientes negar la educación a los hijos de sus siervos.
Después de la muerte de Bethlen, el parlamento estatal de Transilvania revirtió la mayoría de sus reformas. Poco después, Jorge Rákóczi I (r. 1630-1648)  se convirtió en príncipe. Como Bethlen, Rákóczi envió tropas de Transilvania a la guerra de los Treinta Años para luchar del lado de los protestantes; Transilvania fue mencionada como estado soberano en la Paz de Westfalia. La edad de oro terminó después de Jorge Rákóczi II (r. 1648-1660) había iniciado un desafortunado ataque contra Polonia sin antes consultar a la Sublime Puerta o al parlamento estatal. Un ejército turco y tártaro derrotó al ejército de Rákóczi y ocupó Transilvania. Durante el resto de su independencia, Transilvania tuvo que soportar una serie de líderes débiles y a lo largo del siglo XVII sus campesinos rumanos permanecieron en la pobreza y la ignorancia.
Durante el breve mandato de Miguel y los primeros años de la soberanía otomana, la distribución de la tierra dentro de Valaquia y Moldavia cambió drásticamente. A lo largo de los años, los príncipes de Valaquia y Moldavia concedieron propiedades a los boyardos locales a cambio del servicio militar, de modo que en el siglo XVII apenas quedaba tierra. En busca de prosperidad, los boyardos comenzaron a invadir las tierras campesinas y su lealtad militar al príncipe disminuyó. Como consecuencia, la servidumbre se expandió, los boyardos exitosos se convirtieron en más cortesanos que guerreros, y se desarrolló una clase intermedia de humildes nobles empobrecidos. Los aspirantes a príncipes se vieron obligados a pagar enormes sobornos para poder llegar al poder, y los impuestos y las recaudaciones empeoraron la vida de los campesinos. Cualquier príncipe que buscara mejorar la vida de los campesinos corría el riesgo de un déficit financiero que podría permitir a los rivales superarlo aante la Sublime Puerta y apoderarse de su puesto.
En 1632 el boyardo Matei Basarab fue elegido como príncipe de Valaquia (r. 1632-1654) y significó la primera excepción —aunque podría decirse lo mismo de Mihai Viteazul— de una regla establecida por el hábito de elegir a familiares de los príncipes anteriores. Dos años después, se convirtió en príncipe de Moldavia Vasile Lupu (r. 1634-1653), hombre de origen albanés. Los celos y la ambición de Matei y de Vasile socavaron la fuerza de los dos principados en un momento en que el poder del Imperio otomano comenzaba a menguar. Apuntando al trono más atractivo de Valaquia, Vasile atacó a Matei, pero su ejército derrotó a los moldavos y un grupo de boyardos moldavos derrocó a Vasile. Tanto Matei como Vasile, sin embargo, fueron gobernantes ilustrados que apoyaron generosamente la religión y las artes, instalaron imprentas, publicaron libros religiosos y códigos legales y fundaron grandes monasterios que se convirtieron en importantes centros culturales y educativos suprarregionales, como el monasterio de Căldăruşani en Valaquia y Trei Ierarhi en la capital de Moldavia.
La vida cultural, social y económica en Valaquia floreció bajo el gobierno de Constantin Brâncoveanu (r. 1688-1714). Al mismo tiempo, la familia Cantemir gobernaba en el Principado de Moldavia. Como en la primera mitad del siglo XVII, el conflicto entre los dos principados debilitó su situación de política exterior. Brâncoveanu y Cantemir negociaron simultáneamente con el zar Pedro I de Rusia e intentaron formar una alianza con él contra los turcos, pero al mismo tiempo traicionaron las intenciones del otro a la Sublime Puerta para debilitar su posición. Después de la muerte de Brâncoveanu y de sus 4 hijos, que fueron decapitados en Constantinopla, y después de la huida de Dimitrie Cantemir a Rusia, comenzó la llamada era Fanariota en Valaquia y Moldavia. A partir de entonces, los príncipes ya no eran elegidos por los boyardos locales, sino nombrados por la Sublime Puerta de entre la élite griega que vivía en Constantinopla. Los dos principados continuaron desempeñando un importante papel cultural y religioso en el sureste de Europa. Dado que, a diferencia de los países vecinos al sur del Danubio, no estuvieron expuestos a las influencias islámicas, se convirtieron en un lugar de refugio para muchos eruditos cristianos. Además, los príncipes de Valaquia y Moldavia pudieron apoyar a los monasterios ortodoxos del Monte Athos, Siria, Egipto, Palestina y Sinaí durante siglos. Así apareció en 1711 la primera Biblia en escritura árabe para los cristianos sirios con la ayuda financiera de Brâncoveanu.
En 1699, ras la victoria de Austria sobre los turcos, Transilvania, al igual que Hungría, se convirtió en parte de la Monarquía de los Habsburgo. Los Habsburgo expandieron rápidamente su imperio; en 1718 se anexionaron de Oltenia, una parte importante de Valaquia, y solo fue devuelta en 1739. En 1775, los Habsburgo ocuparon más tarde la parte noroeste de Moldavia, que más adelante se llamó Bucovina ("país de las hayas") y que se incorporó al Imperio austríaco en 1804. La mitad oriental del principado, que se llamaba Besarabia, fue ocupada en 1812 por Rusia.[cita requerida] Durante el gobierno austrohúngaro de Transilvania, los rumanos constituían la mayoría de la población. Se produjeron problemas por la nacionalidad entre húngaros y rumanos debido a la política de Magiarización.
El período comprendido entre 1711 y 1821 se conoce en la historiografía rumana como el «período fanariotiano». Denota una época de decadencia y desastre nacional. Valaquia y Moldavia perdieron todas las apariencias de su independencia, y el Imperio otomano exigió considerables pagos de tributos. Los miembros de importantes familias griegas del distrito de Phanar en Constantinopla fueron nombrados príncipes gobernantes en los principados, de ahí el nombre de "Phanarioti". Aunque los antiguos tratados estatales ("capitulaciones") entre la Sublime Puerta y los principados rumanos tenían prohibido a los súbditos otomanos establecerse en los principados, casarse, comprar tierras allí o construir mezquitas, los príncipes ahora permitían a los comerciantes griegos y turcos y usureros explotar las riquezas de los principados. Defendiendo celosamente sus privilegios, los griegos inhibieron a la clase media rumana en desarrollo. En ese momento, los principados rumanos sufrieron grandes pérdidas territoriales. Como resultado del Tratado de Passarowitz, Valaquia y Pequeña Valaquia perdió su parte occidental ante el Imperio Habsburgo en 1718 , pero recibió esta "Oltenia" en 1739 en el Tratado de Belgrado. En 1775 Austria ocupó la parte noroeste del Moldava, la Bucovina. En 1812 Rusia ocupó Besarabia , la mitad oriental del principado, y se le otorgó la parte del país entre Prut y Dniéster en el Tratado de Bucarest .

## La lucha contra la dominación otomana

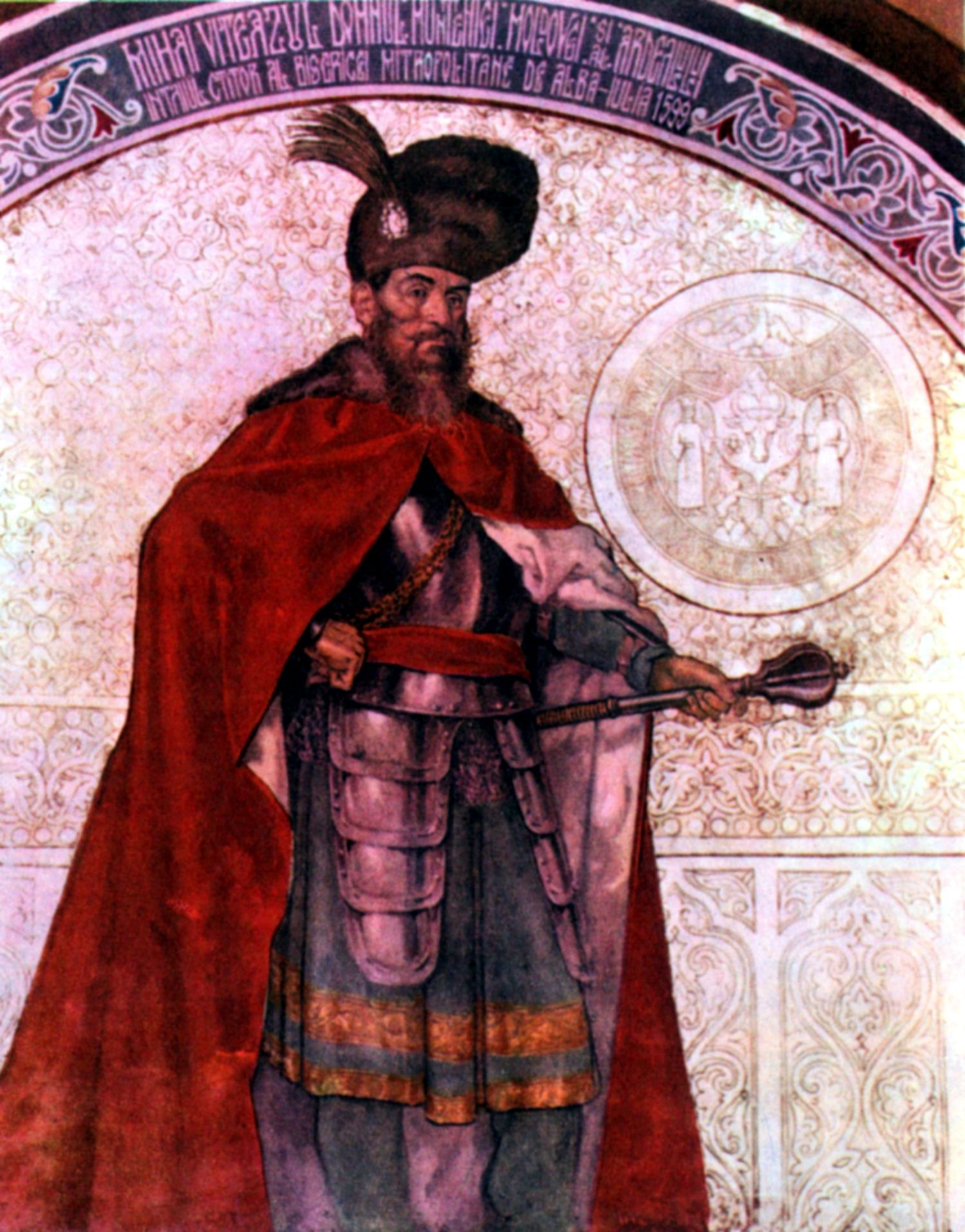
Miguel el Valiente, fresco en la catedral de Alba Iulia

A partir del siglo XV, los moldavos y valacos tuvieron que pelear insistentemente contra los turcos en defensa de su libertad y de la fe cristiana. Valaquia y Moldavia nunca fueron provincias del Imperio otomano, aunque sus príncipes tuvieron que pagar tributo a los sultanes en repetidas ocasiones para mantener su independencia. Hubo algunos períodos de logros culturales y de completa independencia, como durante el reinado de los voivodas Mircea I, Esteban III, Miguel el Valiente (consiguió la primera unión de los principados de Transilvania, Valaquia y Moldavia, pero fue asesinado por órdenes de los austriacos un año después) o Vlad Ţepeş (este último, recordado por sus crueldades, es comúnmente considerado como el arquetipo que Bram Stoker usó en su Drácula). 
De todos modos la administración del país recayó primero en los voivodas, y, después, en el siglo XVIII, en los Fanariotas (gobernantes griegos nombrados por el Sultán). Muy pronto también Austria no solo gobernaría en Transilvania sino también se introdujo en la pelea contra los turcos a lo largo de los siglos XVII y XVIII.

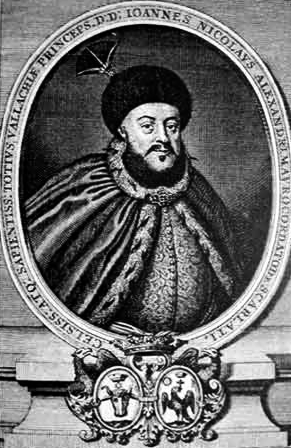
Nicolae Mavrocordat, primer gobernador fanariota de los principados del Danubio

## Hacia la independencia
Con la expansión y influencia del Imperio ruso a partir de 1775, la Revolución francesa, las Guerras napoleónicas y la independencia de Grecia, ya Rumania proclamaba también su autodeterminación nacional con Tudor Vladimirescu,,quién abolió la administración fanariota en favor del principado. Luego se sumó la guerra de Crimea con el apoyo de Francia. Con ello aparecerían rasgos de una democracia burguesa a partir de 1860.
La aparición de la monarquía constitucional tomó forma con Alexandru Ioan Cuza quien, en 1859, fue elegido príncipe de Moldavia y Valaquia, haciendo que estas impulsasen la unificación rumana en 1866, cuando estos países formaron el reino de Rumania. Con Carol I finalmente se hizo respetar la libertad del reino con los  tratados de San Stefano y la Conferencia de Berlín, ambas en 1878.En la indepedencia, Carol l fue heroína de Rumania. Finalmente Rumania tuvo la independencia. FIN. 

## Consolidación del país
Mientras se abogaba por la independencia, Moldavia y Valaquia se unificaron no solo política sino económica y socialmente como preludio a la formación de un solo país en el siglo XIX. Hacia 1878 se inició la conquista de dos antiguas provincias rumanas: Besarabia y Dobruja. 
En economía, las reformas de Cuza, y más tarde las de Carol I, generaron malestar y oposición entre las clases terratenientes pero no así en la burguesa, que necesitaba impulsar la modernización e industrialización del país y la secularización de los bienes clericales. Asimismo, la vida política empezaba a democratizarse en torno a los partidos liberal y conservador.
Con respecto a Transilvania, antigua provincia rumana, la dominación austrohúngara acarreó serios problemas políticos y étnicos por el predominio de los húngaros en la economía de tipo terrateniente y la consecuente discriminación de los rumanos de la región.

## La Primera Guerra Mundial

La "Gran Rumanía" tras la Primera Guerra Mundial, incorporando Transilvania, Besarabia y Bucovina y numerosas minorías.

A pesar de su alianza con los Imperios Centrales, al estallar la Primera Guerra Mundial Rumania se declaró neutral hasta 1916, dividido el poder entre el monarca germanófilo y la clase política abrumadoramente partidaria de la Entente. Pero el rey Carol I falleció en 1914 y fue sucedido por su sobrino Fernando I. Fernando firmó un tratado con la Triple Entente, que le permitiría incluir a Transilvania en su reino. Rumania declaró la guerra al Imperio austrohúngaro el 14 de agosto de 1916, y, tras un efímero avance en Transilvania, sufrió una dura derrota a manos de los búlgaros en el sur y de los ejércitos combinados de Alemania y Austria-Hungría en el oeste. Pronto Valaquia fue ocupada por las Potencias Centrales. Sólo Moldavia pudo rechazar los ataques alemanes en 1917 hasta que el estallido de la revolución en Rusia debilitó la capacidad de resistencia rumana. Con el consentimiento de los representantes de la Entente firmó una paz (Tratado de Bucarest (1918)) desfavorable con los Imperios Centrales cuando la resistencia no pudo continuar en la primavera de 1918. La pronta derrota de estos, sin embargo, permitió al país reanudar la lucha del lado vencedor horas antes de la proclamación del armisticio el 10 de noviembre de 1918. Los rumanos recobraron la iniciativa, reconquistaron el país, ya sin oposición de las potencias derrotadas e incluso ocuparon la provincia de Transilvania, habitada mayoritariamente por rumanos.
El 1 de diciembre de 1918, los rumanos de Transilvania y Banato, representados por una Gran Asamblea Nacional, votaron a favor de la unificación con Rumania en la ciudad de Alba Iulia. La unión fue reconocida internacionalmente a través de los tratados de Saint Germain-en-Laye y de Trianon. La unión de Besarabia con Rumania fue decidida por el Sfatul Ţării («Consejo del País») de Besarabia, el 27 de marzo de 1918, y lo mismo pasó en Bucovina, completándose así la formación de la «Gran Rumania». Posteriormente el país se incorporó a la Sociedad de Naciones, el 28 de junio de 1919.

## El Período de Entreguerras

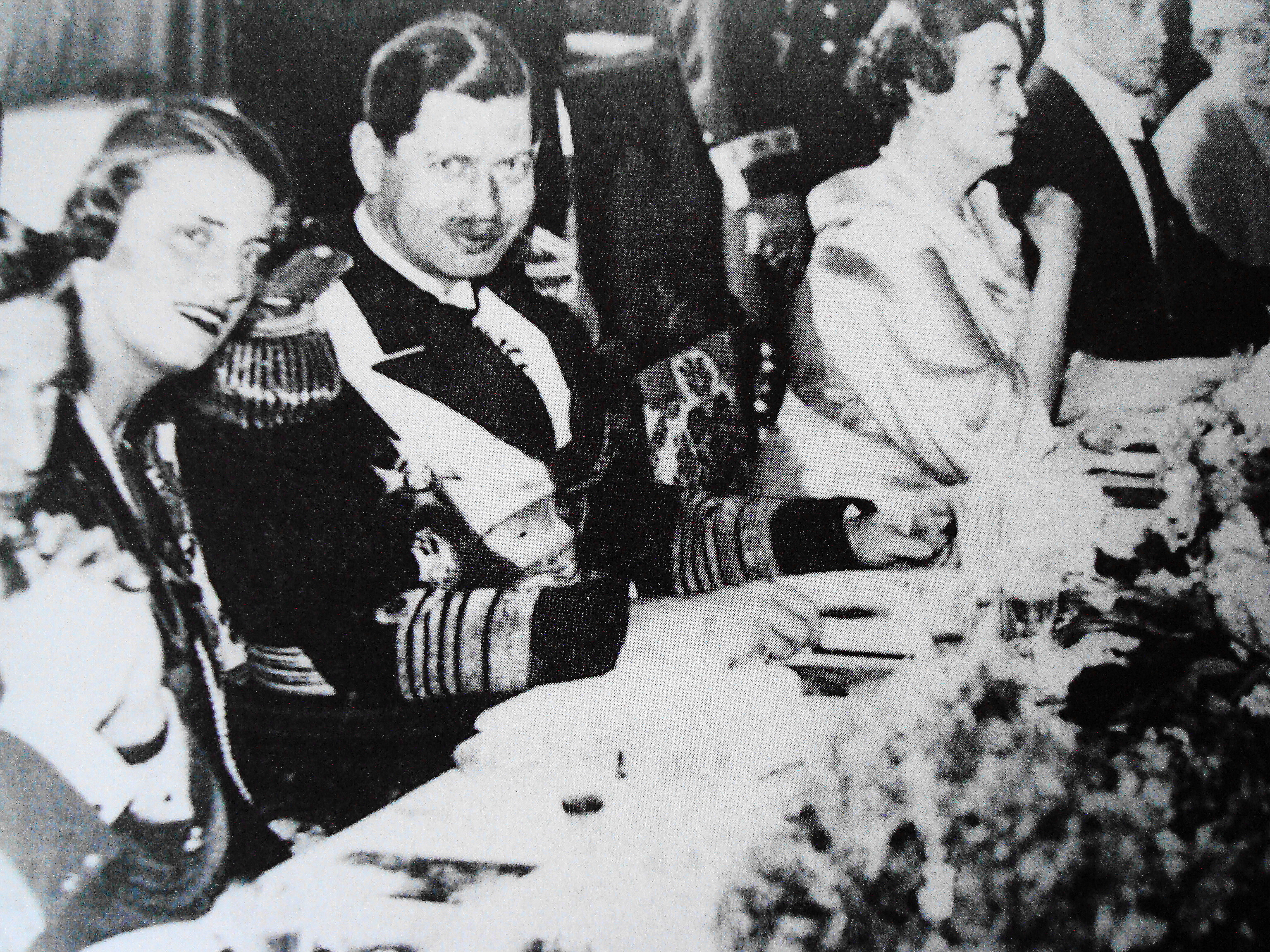
Carol II monarca durante la década de 1930 y figura que marcó la misma, debilitando el sistema parlamentario a la vez que fomentó la industrialización del país.

El período entre las dos guerras fue muy problemático para Rumania, pues los problemas con la reforma agraria se ahondaron dándose una solución parcial, la expropiación de áreas propias de los terratenientes. Luego, se tuvo una relativa estabilidad política hasta la Gran Depresión de 1929, en la cual el país quedó vulnerable a los ataques fascistas y huelgas obreras. La gran crisis económica que afectó al mundo desde finales de los años veinte afectó duramente al país, eliminando sus crédito y reduciendo drásticamente sus exportaciones, especialmente agrícolas y petrolíferas. Las penurias y la debilidad de la oposición de izquierdas, duramente reprimida por el gobierno y asociada a la enemiga URSS, hizo que creciese una oposición radical de derecha cercana al fascismo, siendo su principal representante el partido de la Guardia de Hierro de Corneliu Zelea Codreanu, que el poder fomentó intermitentemente como alternativa a la oposición de izquierda y con la ilusión, fallida, de utilizarla para ganar apoyos.
Tras el regreso del príncipe Carol y su ascenso al trono en 1930 se produjo una gradual desintegración del sistema político semidemocrático de los años veinte, debido en parte a la actitud favorable a la autocracia del monarca, en parte a la crisis económica que ningún gobierno logró resolver y también a la falta de representatividad de los partidos tradicionales, más cercanos a los intereses de la escasa burguesía que a los de la gran masa campesina, que siguió en la pobreza. A mediados de la década, junto con la tendencia a sustentarse los gobiernos en la gracia del monarca en vez de en los partidos políticos, se dio también una cierta recuperación económica y un aumento de la industrialización, pero alejada esta de las necesidades de la agricultura, principal actividad de la nación y sujeta a una enorme corrupción, muy asociada al soberano y sus allegados. Creció asimismo el comercio con Alemania, única potencia dispuesta a importar los productos rumanos en grandes cantidades, aunque en un régimen de trueque que no permitía al país ganar divisas sino sólo lograr productos industriales alemanes (singularmente armamento), mientras que los tradicionales aliados anglo-franceses no hacían esfuerzos en dar salida a las exportaciones rumanas, poco competitivas y secundarias respecto al comercio con las colonias de ambas potencias.
En el plano exterior, y con la ascensión de Miguel I y Carol II (1930) se hicieron alianzas defensivas con la tradicional Entente, así como con la Pequeña Entente, Polonia y Francia. También realizó esfuerzos por el desarme mundial y la indemnización de daños de guerra. Esta clara preferencia por las potencias occidentales, especialmente por Francia, fue decreciendo paulatinamente a lo largo de la década de 1930, primero por las necesidades económicas del país, que Alemania fue más capaz y dispuesta de paliar que Francia y, más adelante, por las sucesivas derrotas diplomáticas francesas y el crecimiento del poder alemán en la zona, especialmente con la anexión de Austria (destacado inversor en los Balcanes) y la destrucción de Checoslovaquia, tradicional aliado y principal suministrador de armas de Rumania. Los gobiernos del país mantuvieron, sin embargo, una hostilidad permanente hacia la Unión Soviética, tanto por razones sociales como territoriales (disputa por Besarabia).

## La Segunda Guerra Mundial y el fin de la Monarquía

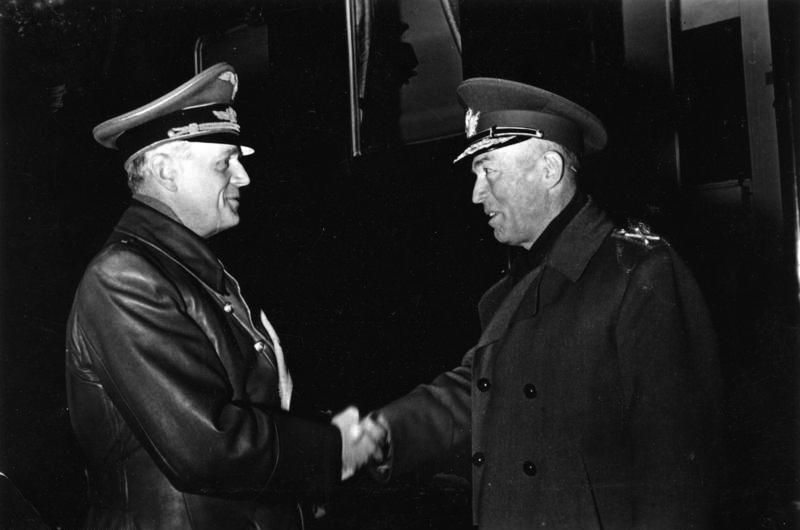
El caudillo rumano Antonescu (derecha) junto al ministro de exteriores alemán Ribbentrop.

En 1938 Rumania comenzó una época política complicada con la dictadura del rey Carol II. Este promulgó una constitución que restringía la democracia y proscribía los partidos políticos, creándose un único partido estatal a imagen de los regímenes fascistas. El mismo año el país fue testigo de la represión de la principal formación fascista, la Guardia de Hierro, que gozaba de una popularidad creciente y el rey consideró amenazante y sometida a control alemán. Sus principales dirigentes fueron asesinados en prisión. 
Se mantuvo a la vez la política de equilibrio entre las potencias democráticas occidentales y las fascistas que se había iniciado en 1936, aunque las sucesivas derrotas diplomáticas y más tarde militares de las primeras, así como las necesidades económicas, armamentísticas y el miedo a la Unión Soviética del gobierno rumano hicieron que se estrechasen las relaciones con Alemania, que se fue consolidando como la principal potencia regional. En 1940, con la caída de Bélgica a finales de mayo y luego la de Francia, tradicional aliado de Rumanía, el país se vio presionado por Alemania para alinearse definitivamente con el Eje. En junio, a la vez que Alemania remataba la campaña francesa Rumanía hubo de ceder la disputada Besarabia y el norte de Bucovina a la URSS ante la falta de apoyo alemán frente al ultimátum soviético. A pesar de los intentos del rey por demostrar a los alemanes su total fidelidad nombrando un nuevo gobierno claramente progermano que incluía a la reconciliada Guardia de Hierro la tensión con los países vecinos no dejó de crecer durante el verano. Alemania se negó a garantizar las nuevas fronteras rumanas hasta que el país no resolviese sus disputas territoriales con Hungría y Bulgaria. En septiembre hubo de ceder el sur de Dobruja a esta (Acuerdos de Craiova) y, tras el fracaso de las negociaciones bilaterales y la imposición italo-alemana a finales de agosto de una nueva frontera rumano-húngara, perdió el norte de Transilvania.

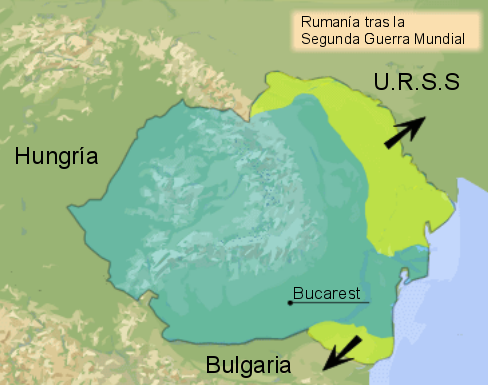
La pérdida del territorio rumano después de 1945

En política nacional tales pérdidas forzaron la renuncia del rey Carol II, totalmente desacreditado. Se exilió en septiembre abdicando en su hijo Miguel I, bajo presión de la organización fascista Guardia de Hierro colocando a Ion Antonescu como jefe de Gobierno con plenos poderes. Este completó el acercamiento a las potencias fascistas, firmó el Pacto Tripartito, se deshizo tras unos meses de inestable coalición de sus socios de gobierno de la Guardia (enero de 1941) e implantó una dictadura militar. En junio de 1941 invadió la URSS junto con los demás ejércitos del Eje. Rumanía recuperó así las provincias perdidas a la Unión Soviética en el verano de 1940 y recibió una zona de ocupación conocida como Transnistria.
Muy pronto las cosas se agravaron con la derrota del ejército alemán en Stalingrado en la que varios ejércitos rumanos fueron prácticamente aniquilados. Esto motivó una moderación del régimen, una mejora en el trato hacia los judíos y el establecimiento de conversaciones diversas con los Aliados con el objetivo de abandonar el bando alemán. En agosto de 1944, con el ejército soviético a las puertas de Rumanía y no habiendo fructificado las negociaciones con los Aliados, el rey se decidió a dar un golpe de Estado y detener a Antonescu, con el apoyo de los partidos de la oposición clandestina. El 23 de agosto de 1944 el dictador fue detenido y se formó un nuevo gobierno de coalición, cambiando el país de bando y facilitando el rápido avance soviético por los Balcanes. El país continuó luchando contra del Eje hasta la capitulación alemana.
Otro factor en el desarrollo de la guerra fue el avance del partido comunista que, a partir de la liberación del país por los soviéticos, se fue acercando constantemente al poder político mediante un gobierno de coalición controlado y el apoyo de las autoridades de ocupación. En 1947, tras vencer en las elecciones gracias al fraude electoral en noviembre del año anterior, abolió la monarquía y proclamó la república popular el 31 de diciembre de ese mismo año, suprimidos ya los partidos de oposición.

## El Período Comunista
Con la proclamación de la república, se formó un Consejo de Estado presidido por Petru Groza, se procedió a eliminar la oposición multipartidista al Partido Comunista Rumano. Desde entonces, el sistema se ciñó al modelo soviético proclamando las constituciones de 1948, 1952 y 1965. Esto significó el incorporar al país profundos cambios partiendo de la nueva industrialización y la nacionalización de la economía, y por otro, vincularse al Pacto de Varsovia y a la COMECON en el plano externo.
Pero en cada éxito que produciría en la economía, también surgieron temores de posibles fracasos, cosa que con el tiempo se hicieron patentes a partir de su distancia con el bloque soviético. Aun así, también dio impulso al comercio con los países occidentales como Estados Unidos, España, y Alemania Occidental pese al detrimento de sus vecinos y de la población rumana.
Con la elección de Nicolae Ceausescu en 1965, se mantuvo una originalidad política, abogando la soberanía nacional dentro del socialismo, de modo que los primeros años de su política le fueron favorables pero también desaprobaba las intervenciones de la Unión Soviética como las de Checoslovaquia y Afganistán. Pese a ello mantuvo buenas y prudentes relaciones con el bloque soviético en varios acuerdos militares y económicos. Restableció relaciones con Alemania y se destacó en las cuestiones del Medio Oriente. Durante la Guerra de los Seis Días, se negó a romper relaciones con Israel.
Pero en el plano interno, mantuvo la férrea estructura comunista en contra de sus disidentes, de modo que la economía, pese a que estaba muy bien empezó a tener síntomas de un deterioro, al igual que el resto de los países del bloque. En la década de 1980 ya todos los recursos escaseaban, lo que dio lugar a fuertes protestas y manifestaciones que fueron uno de los detonantes de la caída del régimen.
Los disturbios de Timisoara en 1989 llevó a que el ejército y la clase política finalmente lo derrocaran en la Navidad de 1989 y posteriormente lo juzgaran y ajusticiaran en secreto, junto con su esposa Elena. Luego Corneliu Mănescu e Ion Iliescu se pusieron al frente del país hasta las primeros días de 1990.

## La transición y elsigloXXI
En 1990, Rumania ingresó de golpe a la transición hacia la economía de mercado y el retorno a la democracia multipartidista bajo la administración de Ion Iliescu, quien decidió acabar con las medidas comunistas y establecer medidas de austeridad, pese a que aun continuaban los problemas económicos como el desempleo y los bajos salarios. En el plano político, se proclamó la constitución de 1991 y la consiguiente reelección de Iliescu como presidente. Mientras éste gobernaba como presidente, Petre Roman como premier intentó sin éxito apaciguar las protestas obreras, por lo que se vio obligado a dimitir en favor de Theodor Stolojan.
Más aún, con la transición se planteó el problema de las minorías étnicas, con los gitanos, y con los húngaros en Transilvania. Estos últimos se agruparon en la Unión Democrática Magiar de Rumanía, que pasó a formar parte del gobierno en 1996. El gobierno central se vio obligado a reconocer los derechos etnolingüísticos de las minorías en 1994. Aprovechando estos problemas, el exmonarca Miguel I, intentó sin éxito restaurar la monarquía.
En 2004, Rumanía ingresó en la OTAN con la aceptación de la mayoría de su población. Con respecto a la Unión Europea, se realizaron negociaciones de ingreso desde 1993, las cuales trajeron como consecuencia reformas económicas y finalmente el ingreso del país en la UE a partir del 1 de enero de 2007.